# Chapsa alstrupii
Chapsa alstrupii är en lavart som beskrevs av Frisch. Chapsa alstrupii ingår i släktet Chapsa och familjen Graphidaceae.   Inga underarter finns listade i Catalogue of Life.